# ゴルダの水車小屋
ゴルダの水車小屋（ゴルダのすいしゃごや、英語：Golda's mill）は、アメリカ合衆国オクラホマ州アデア郡のスティルウェル近くにある、歴史的な水車小屋である。 

## 歴史
1882年ごろに、ニコラス・ビッティング博士によって、従来からあった製粉所の脇に建設された。水車の直径は20フィートで、上から水が落下する方式だった。当初の木製の水車は1908年に鋼製のものに置き換えられた。工場は1972年にアメリカ合衆国国家歴史登録財に登録された。製粉所は1983年まで稼働したが、火事で焼失した。